# Introduction to Destruction
Introduction to Destruction è il primo DVD dei Sum 41. È stato pubblicato il 26 marzo 2002 e ha una durata di circa 162 minuti.

## Contenuti
- Un concerto tutto esaurito filmato al London Astoria di Londra
- Tutti i video musicali prodotti fino ad allora, compresi fuori onda, commenti audio e dietro le quinte
- 5 video autoprodotti dai Sum 41 all'epoca dell'undicesimo grado scolastico (16-17 anni in Canada)
- 5 servizi speciali (con commento opzionale)
- Foto
- Uno speciale collegamento web nascosto (non più in servizio)